# Верф Нельсона
Верф Нельсона є найбільшим із національних парків Антигуа і досі використовується як робоча верф для численних яхт і суден. Що є національним скарбом Антигуа, ця гавань була найважливішим стратегічним об'єктом англійської гарнізону в 1600-1700-і роки. Вона була названа на честь Гораціо Нельсона.
Парк займає площу у 26 км2. Серцем парку є Англійська гавань — Верф Нельсона. Ще однією визначною пам'яткою є палац губернатора, датовані вісімнадцятий століттям.
Тут багато ремісничих майстерень, магазинів, ресторанів і готелів. Історичні форти прикрашають ландшафт парку, а пішохідні стежки дозволяють відвідувачам бродити і насолоджуватися красою парку.

## Історія
Тут є музей Верфі Нельсона, де показується вся історія гавані. Тут зібрані експонати з історії Англійської гавані, навігаційне обладнання, моделі кораблів. У сімнадцятому столітті гавань стала вперше притулком для кораблів військово-морського флоту Британської імперії. Верф будувалася тут для того, щоб флот міг мати надійну базу, яка б забезпечувала домінуюче становище в цій частині моря над іншими військово-морськими силами Європи.
За всю свою історію, острів так і не був завойований. Це зумовлено вірним стратегічним рішенням розміщення дока в гавані, яка практично з усіх боків захищена горами. Географічне положення й умови місцевості допомогли зробити острів неприступним, до того ж тут трохи пізніше була зведена фортеця Ширлі-Хейтс, що додало ще більшу захищеність острову.